# Gendarmerie de Mont-de-Marsan
Ne doit pas être confondu avec Groupement II/2 de Gendarmerie mobile ou Escadron parachutiste de la gendarmerie mobile.
L'ancienne caserne de gendarmerie est un édifice de Mont-de-Marsan, dans le département français des Landes, dont les écuries sont inscrites au titre des monuments historiques par arrêté du 21 décembre 1984.

## Présentation
Le bâtiment de l'ancienne gendarmerie est situé au 6 rue du Huit-Mai-1945. Il est bordé au nord par la rue Maubec et au sud par la rue Armand-Dulamon. Ses anciennes écuries sont quant à elles situées au 4 rue du Huit-Mai-1945, de l'autre côté de la rue Maubec.

### Historique
La gendarmerie et ses écuries sont construites par l'ingénieur des Ponts-et-Chaussées David-François Panay entre 1807 et 1816, sur l’emplacement de l'ancien couvent des Ursulines. La gendarmerie jouxte alors la maison d'arrêt de Mont-de-Marsan et fait face au palais de justice de Mont-de-Marsan, comme figuré sur la cadastre napoléonien de 1811. L'ancienne gendarmerie se trouvait avant cela à l'emplacement de l'ancien couvent des Clarisses.

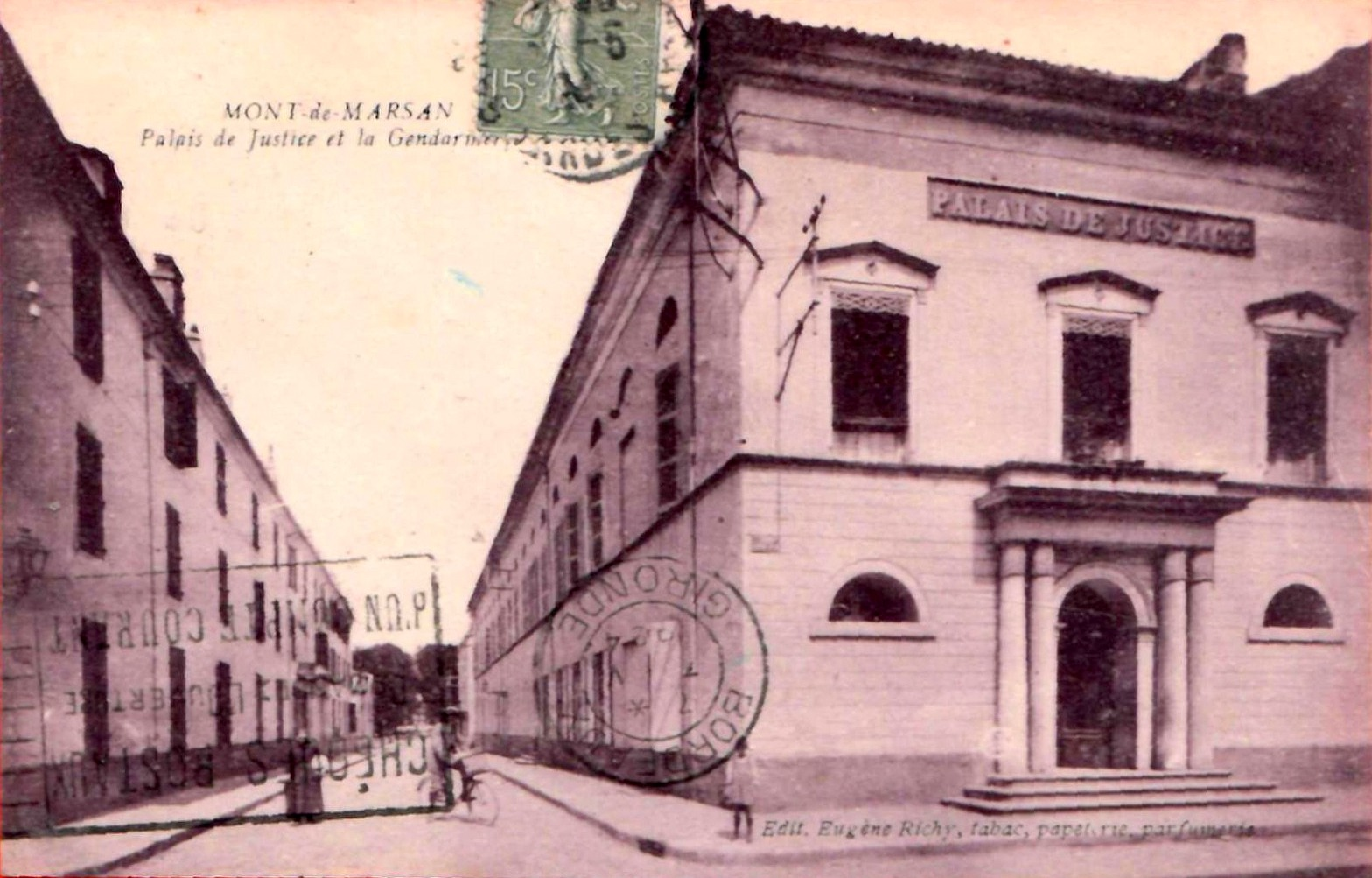
Ancienne caserne de gendarmerie à gauche et ancien palais de justice à droite.

Un orage de grêle d'une intensité exceptionnelle frappe le département le jeudi 19 août 1971. La gendarmerie, ainsi que d'autres établissements publics, subit à cette occasion des avaries. La caserne de gendarmerie est transférée au 50 rue Pierre-Benoît en 1977, dans le quartier de Saint-Jean-d'Août. Rue du 8-Mai-1944, le bâtiment principal est racheté par la ville qui le transforme en « maison des associations René-Lucbernet » en 1995. Concernant les anciennes écuries, elles sont de nos jours la propriété du conseil départemental des Landes et accueillent  le service départemental de l'architecture.

### Galerie
Ancienne gendarmerie

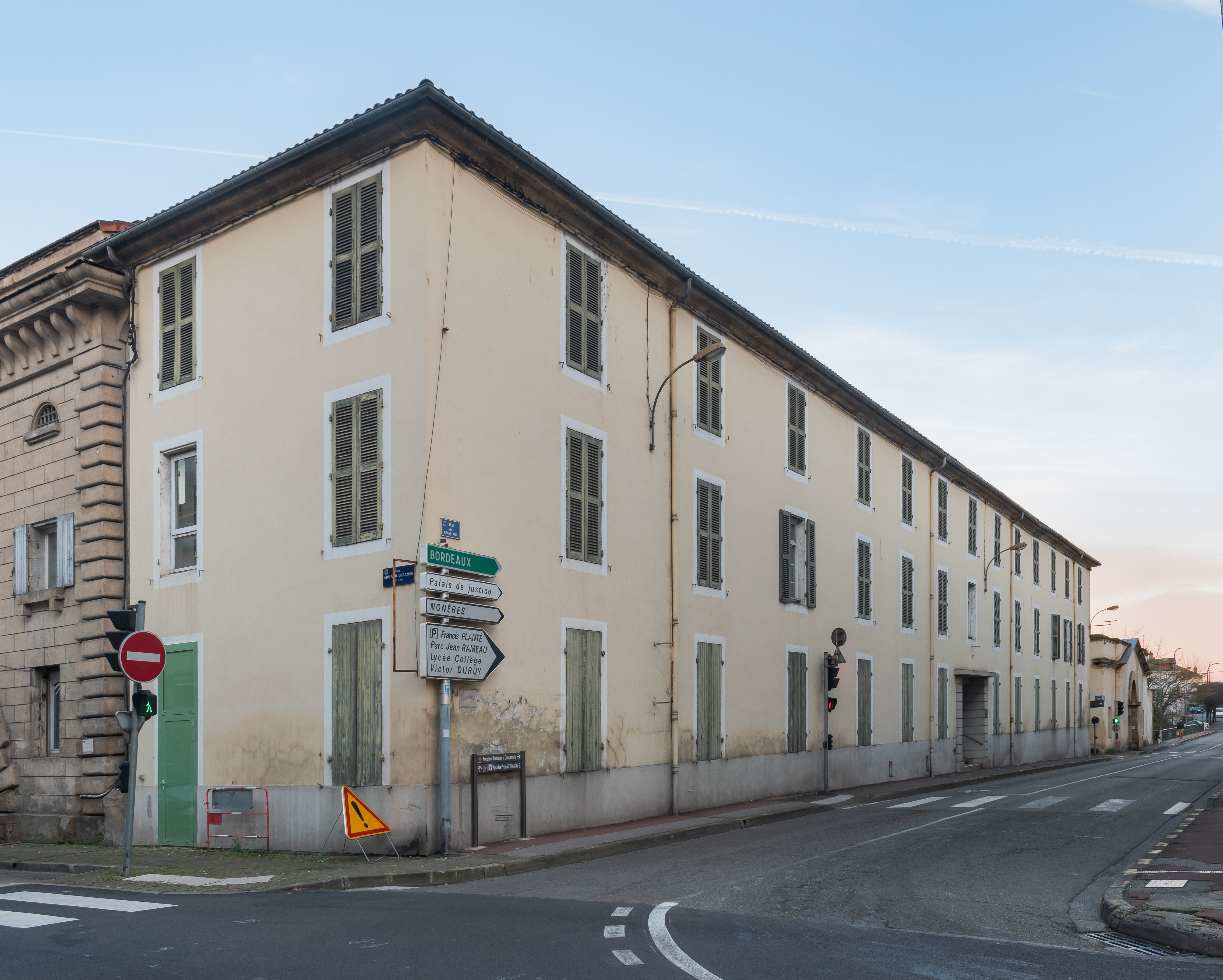
Carrefour rue du 8-Mai-1944 et rue Armand-Dulamon
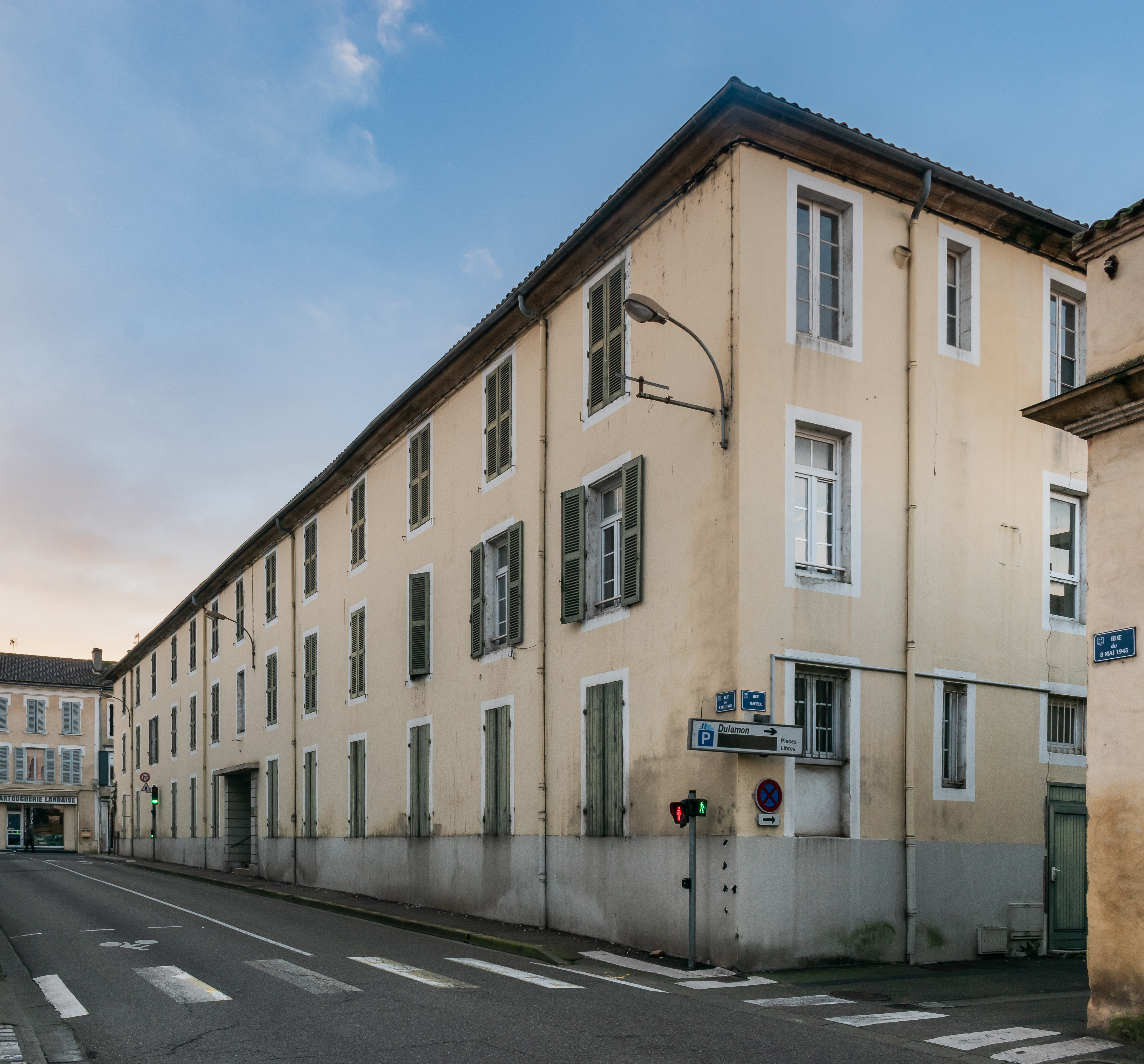
Carrefour rue du 8-Mai-1944 et rue Maubec

Anciennes écuries inscrites MH

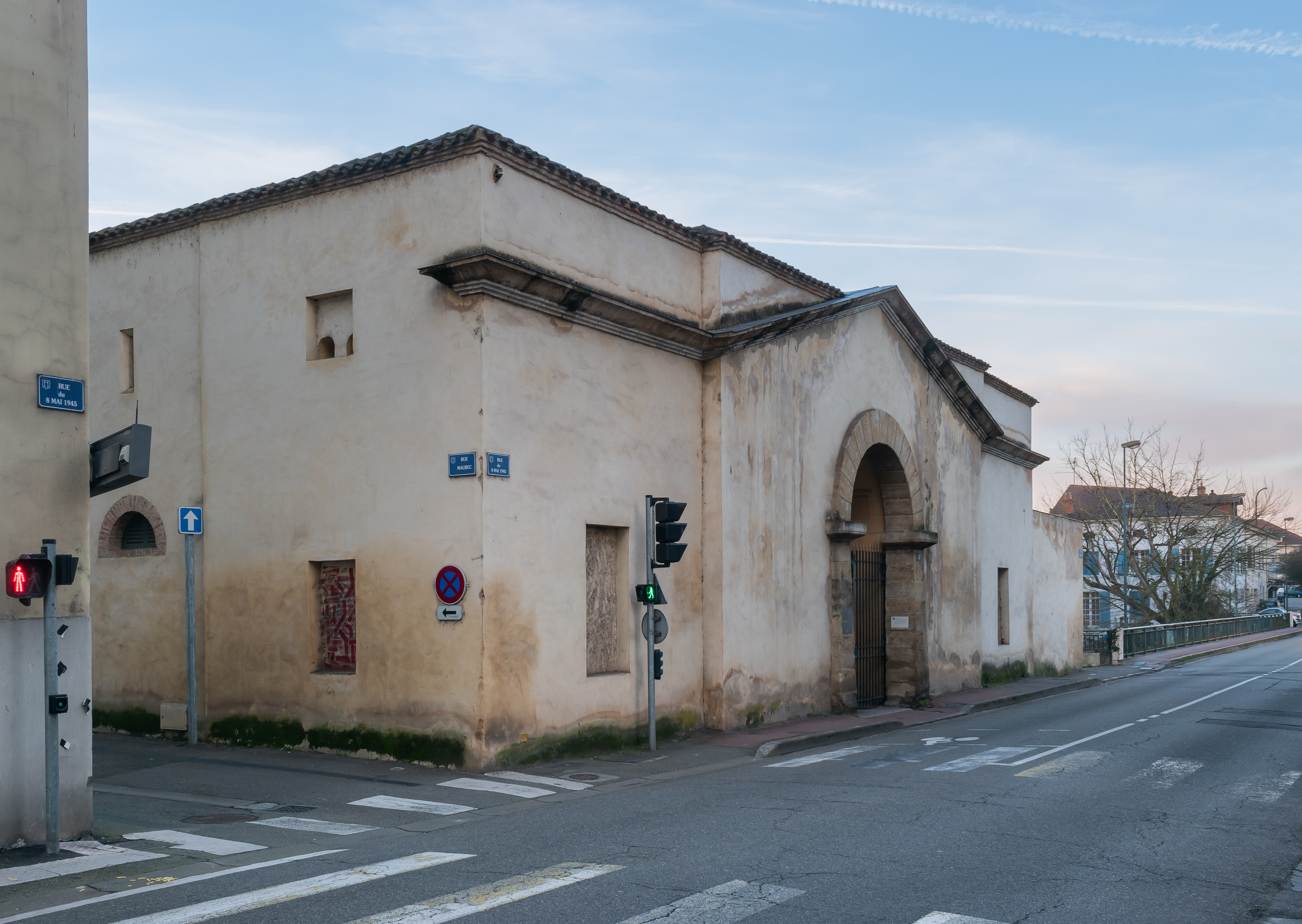
Vue d'ensemble, entre la rue Maubec et le pont du Lycée
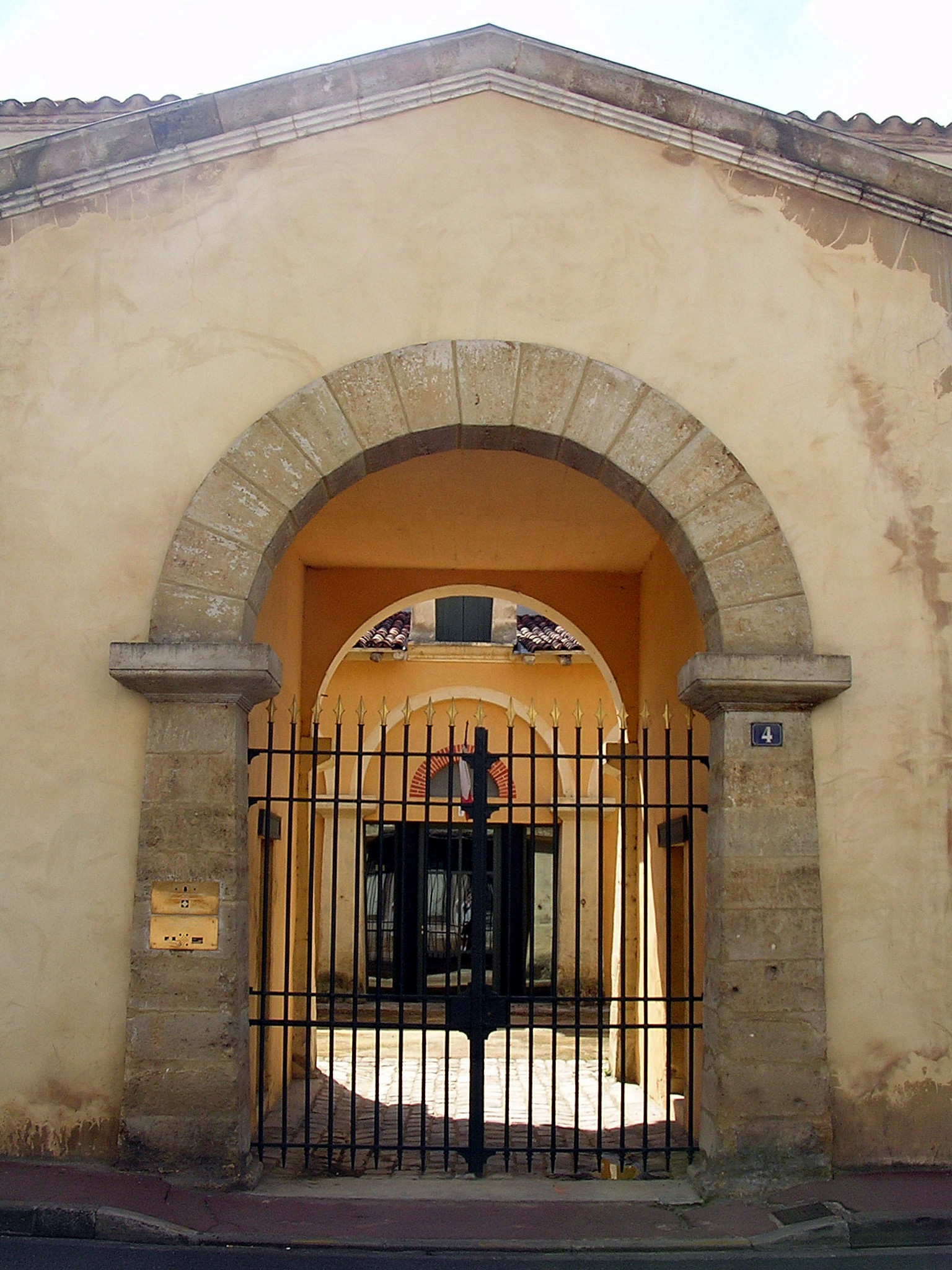
Porte d'entrée
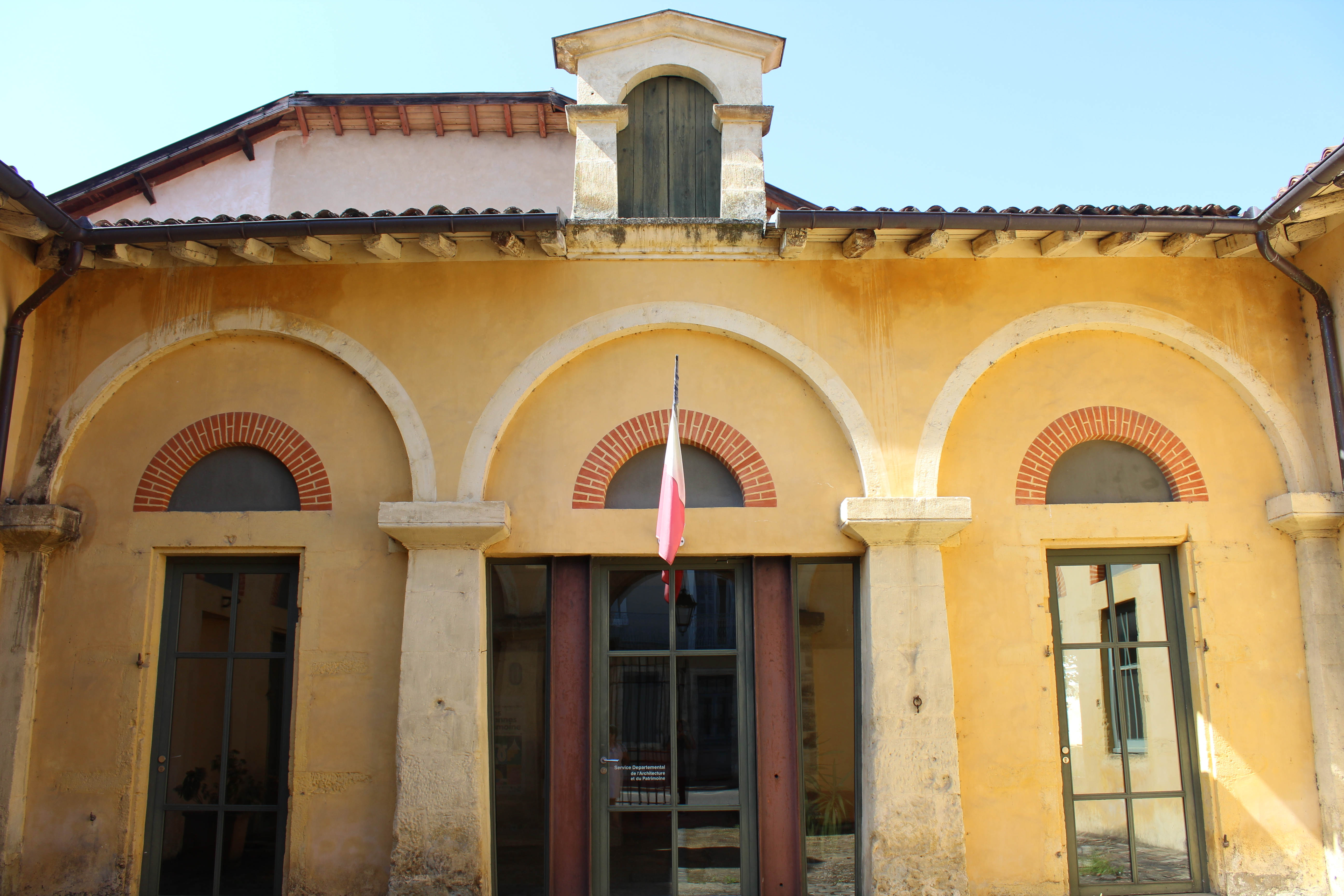
Cour intérieure